# Цуруев, Шарип Мовладович
Цуру́ев Шари́п Мовла́дович (20 января 1963, село Нижний Герзель, Гудермесский район, Чечено-Ингушская АССР, РСФСР, СССР) — современный чеченский писатель, поэт, журналист, публицист, учёный-филолог, переводчик. Народный писатель Чеченской Республики (2024).

## Биография
Шарип Цуруев родился 20 января 1963 года в селе Нижний Герзель Гудермесского района Чечено-Ингушской АССР. Отец Шарипа Мовлади был первым посткоммунистическим преподавателем Корана и имамом села.
В 1980 году окончил среднюю школу, в 1981—1983 годах служил в Советской Армии. В 1988 году окончил филологический факультет Чечено-Ингушского государственного университета.
С 1988 года работал преподавателем в школе, педучилище, пединституте, научным сотрудником НИИ гуманитарных наук, директором педучилища, главным редактором республиканских газет.
Автор поэтических сборников и песен, публицистических, литературно-критических и научных статей.
Является учредителем и главным редактором газеты «Хьехархо»  («Учитель»). Редактор первого в истории республики научного журнала на чеченском языке «Таллам» (издание Академии наук Чеченской Республики).
Инициатор создания Чеченского Регионального отделения партии «ЯБЛОКО». С ноября 2004 года до февраля 2008 года — председатель ЧРО РОДП «ЯБЛОКО». С 2008 года по н.в. — член Федерального Совета партии «ЯБЛОКО» от Чеченской Республики.
С февраля 2014 года — заместитель председателя общественного совета при министерстве культуры Чеченской Республики.
Член Союзов писателей России и Чечни, член правления Союза писателей Чечни, член Союза журналистов России. Лауреат премии «Серебряная сова» в номинации «Литература» за 2012 год. Награждён почётным знаком «За трудовое отличие» (2010), медалью «За заслуги перед Чеченской Республикой» в развитии национальной литературы и журналистики и многолетнюю творческую деятельность.
В 2024 году удостоен звания «Народный писатель Чеченской Республики».